# 이와사 마유코
이와사 마유코(일본어: 岩佐 真悠子, 1987년 2월 24일 ~ )은 일본의 전직 배우이다.
애칭은 이와마유(いわまゆ). 도쿄도 네리마구출신. 플래티넘 프로덕션 소속.

## 출연 작품

### 드라마
- 명탐정 코난 - 스즈키 소노코(정보라)